# Tomomi Inada
Tomomi Inada (japonès: 稲田 朋美)  (Imadate, 20 de febrer de 1959) és una advocada i política japonesa, membre del Partit Liberal Democràtic, ministra de Defensa del 3 d'agost de 2016 al 28 de juliol de 2017. Està (2022) en el seu quart mandat a la Cambra de Representants.

## Biografia

### Joventut i estudis
Tomomi Inada fa els seus estudis secundaris a l'institut Kitano a la Prefectura d'Osaka. Va ser admesa a la Universitat de Dōshisha i a la la Universitat de Wased. Va triar aquesta última malgrat l'oposició del seu pare. Estudia dret, i és membre d'un club de cant. Es va graduar el 1981 i es va convertir en advocada el 1985.

### Carrera professional
Després de ser membre del Bar d'Osaka, es va incorporar al Fukui Bar el 2008.
En particular, representa el govern durant un judici relacionat amb la visita d'un primer ministre al santuari de Yasukuni. També les famílies dels autors del concurs de decapitació de 100 persones durant un judici per difamació, així com els denunciants durant una altra demanda per difamació contra Kenzaburō Ōe i l'editorial Iwanami Shoten.

### Antecedents polítics
Tomomi Inada va ser elegida per primera vegada (11 setembre 2005) al primer districte de la Prefectura de Fukui. En un context on la política japonesa és encara un "negoci d'homes", ha de vèncer les reticències dels seus pares, que s'oposen a la seva implicació política. Va formar part del grup anomenat "Fills de Koizumi". Va ser reelegida el 2009 i el 2012.
L'agost de 2011, juntament amb altres parlamentaris nacionalistes del PLD, va intentar, sense èxit, entrar a Corea per trepitjar l'illa d'Ulleungdo, la base de control de l'arxipèlag de Dokdo (Takeshima per als japonesos), després que Corea del Sud prohibís aquesta visita.
El 26 de desembre de 2012, va ser nomenada ministra d'Estat encarregada de la Reforma Regulatòria, també encarregada de la Reforma Administrativa, Reforma de la Funció Pública, Estratègia Cool Japan i de Challenge Again al Govern Abe II, fins a l'octubre de 2015.
Després va exercir com a presidenta del Consell d'Investigació de Política del Partit Liberal Demòcrata fins al 3 d'agost de 2016 on és nomenada la segona dona ministra de defensa del Japó, després de Yuriko Koike. Va renunciar a aquest càrrec el 28 de juliol de 2017 després d'un escàndol al seu ministeri en retenir informació relativa a l'estada de les Forces d'Autodefensa al Sudan del Sud. Alguns dels alts càrrecs del seu ministeri també van dimitir.
Durant la campanya per a les eleccions municipals de Tòquio, el 27 de juny de 2017, Inada va dir que un candidat del seu partit va comptar amb el suport del Ministeri de Defensa i les Forces d'Autodefensa. Com que se suposa que són políticament neutrals, aquesta declaració va ser àmpliament criticada, i això va obligar el primer ministre Shinzō Abe i Inada a presentar les seves disculpes.
Com el primer ministre Shinzō Abe, vol una revisió de la constitució militarista del Japó.
Tomomi Inada és propera al grup racista anti-coreà Zaitokukai.

## Idees polítiques i ideologia

### Revisionisme
Afiliada al lobby Nippon Kaigi, Tomomi Inada ha expressat les seves opinions en diversos llibres, per exemple en el treball col·lectiu " Els assassins del Japó", que defensa la idea que l'ànima, la sobirania, la integritat nacional i la identitat del Japó estan constantment amenaçades per influències externes, especialment des de la derrota i l'ocupació de 1945. Per tornar a la puresa del Japó, caldria desfer-se d'aquestes aportacions estrangeres, que es marquen especialment en els tractats internacionals signats pel Japó.
Tomomi Inada considera que la Massacre de Nanquín és un invent. Va ajudar a la pel·lícula revisionista de Satoru Mizushima The Truth About Nanjing. Per contra, va criticar fermament i públicament la pel·lícula Yasukuni de Li Ying i lamentava que rebé un subsidi de l'estat japonès.
En la mateixa línia, Inada nega la implicació de l'exèrcit japonès en el cas de Dones de conhort.
A Tomomi Inada li agradaria que el mateix emperador del Japó anés a pregar al santuari Yasukuni. Ella mateixa hi va anar públicament quan era ministra l'abril de 2013.

### Diverses posicions preses
Tomomi Inada s'oposa a concedir el dret de vot als residents permanents.
Tomomi Inada considera que els dos membres d'una parella casada haurien d'adoptar el mateix nom, la qual cosa en general significa que les dones no poden conservar el seu nom de soltera després del matrimoni.
Va posar somrient al costat de Kazunari Yamada, líder del Partit Nazi Japonès (National_Socialist_Japanese_Workers'_Party), que va elogiar Adolf Hitler i els atacs de l'11 de setembre de 2001 al World Trade Center. Tanmateix, després que la premsa fos publicada la foto, va declarar públicament que desconeixia la seva carrera. Un membre del personal de Sanae Takaichi, ministra de l'Interior, amb qui estava en aquell moment, va declarar que era ajudant d'un periodista i que "no sabíem qui era en aquell moment, però ell va demanar una foto".
L'any 2015 va crear una comissió per reflexionar sobre temes relacionats amb les persones LGBT dins del PLD. La seva posició personal sobre aquest tema, inicialment hostil als drets particulars de les persones LGBT, hauria canviat després de reunir-se amb personalitats LGBT americanes conservadores. El desembre de 2015, va escriure al seu bloc que és deure dels polítics crear una societat on tothom tingui una oportunitat i que les parelles LGBT s'han d'incloure a la política natalista del Japó.
El 2020 va ser coautora d'un llibre escrit per 10 dones parlamentàries, que defensa les quotes per a les dones en política i una llei de paritat. Durant la campanya interna del PLD per a la successió de Shinzō Abe, va presentar amb els seus companys diverses propostes que van en aquesta direcció als candidats, però va lamentar a posteriori que aquests no has estat presos seriosament.